# Ristijärvi (sjö i Hankasalmi, Mellersta Finland)
Ristijärvi är en sjö i kommunen Hankasalmi i landskapet Mellersta Finland i Finland. Arean är 41 hektar och strandlinjen är 4,32 kilometer lång. Sjön  ingår i Kymmene älvs huvudavrinningsområde.   Den ligger omkring 37 kilometer nordöst om Jyväskylä och omkring 260 kilometer norr om Helsingfors. 